# 上海西路街道
上海西路街道，是中华人民共和国宁夏回族自治区銀川市金凤区下辖的一个乡镇级行政单位。

## 行政区划
上海西路街道下辖以下地区：
区建一公司社区、清水湾社区、银新苑南区社区、银新苑北区社区、景湖社区、银丰社区、馨和苑社区、碧水蓝天社区和欧陆经典社区。